# The Devil’s Passkey
The Devil's Passkey ist eine Filmkomödie von Erich von Stroheim aus dem Jahr 1920. 

## Handlung
Der talentierte, aber erfolglose US-amerikanische Dramatiker Warren Goodwright und seine attraktive Frau Grace stürzen sich in das elegante und oberflächliche Leben der Pariser Gesellschaft. Madame Mallot, die Besitzerin eines exklusiven Modegeschäfts versucht, Grace mit dem gut aussehenden amerikanischen Offizier Rex Strong zu verkuppeln, um diese anschließend erpressen zu können. Als Rex aber erfährt, dass Grace verheiratet ist, ändert er seine Absicht und spielt den ritterlichen Freund, der Grace vor einem Skandal bewahren will. Allerdings hatte Grace auch niemals die Absicht, fremdzugehen. Für die klatschsüchtige Gesellschaft sieht es aber trotzdem so aus, als sei zwischen Grace und Rex eine Affäre im Gang. 
Grace' Mann hört von der Sache – allerdings ohne zu wissen, dass seine Frau daran beteiligt ist. Er schreibt ein Stück darüber und hat damit großen Erfolg. Die Aufführungen sind regelmäßig ausverkauft. Außer Warren weiß ganz Paris, dass es sich in dem Stück um den „Seitensprung“ seiner Frau handelt. Man amüsiert sich köstlich über die Sache.
Als Warren schließlich doch die Wahrheit erfährt, stellt er seine Frau zur Rede. Alles klärt sich auf und das Paar lebt – durch den Erfolg des Stückes reich geworden – glücklich weiter.

## Hintergrund
Erich von Stroheim, der mit Blind Husbands sehr erfolgreich gewesen war, inszenierte diesmal eine elegante Gesellschaftskomödie. Es war sein zweiter Spielfilm als Regisseur.
Der Film gilt als verschollen, seit man 1941 in den Universal-Archiven entdeckt hatte, dass die einzige erhalten gebliebene Nitratfilm-Kopie zerfallen war.